# Martignana di Po
Martignana di Po är en ort och kommun i provinsen Cremona i regionen Lombardiet i Italien. Kommunen hade 2 069 invånare (2018).